# Jenny Agutter

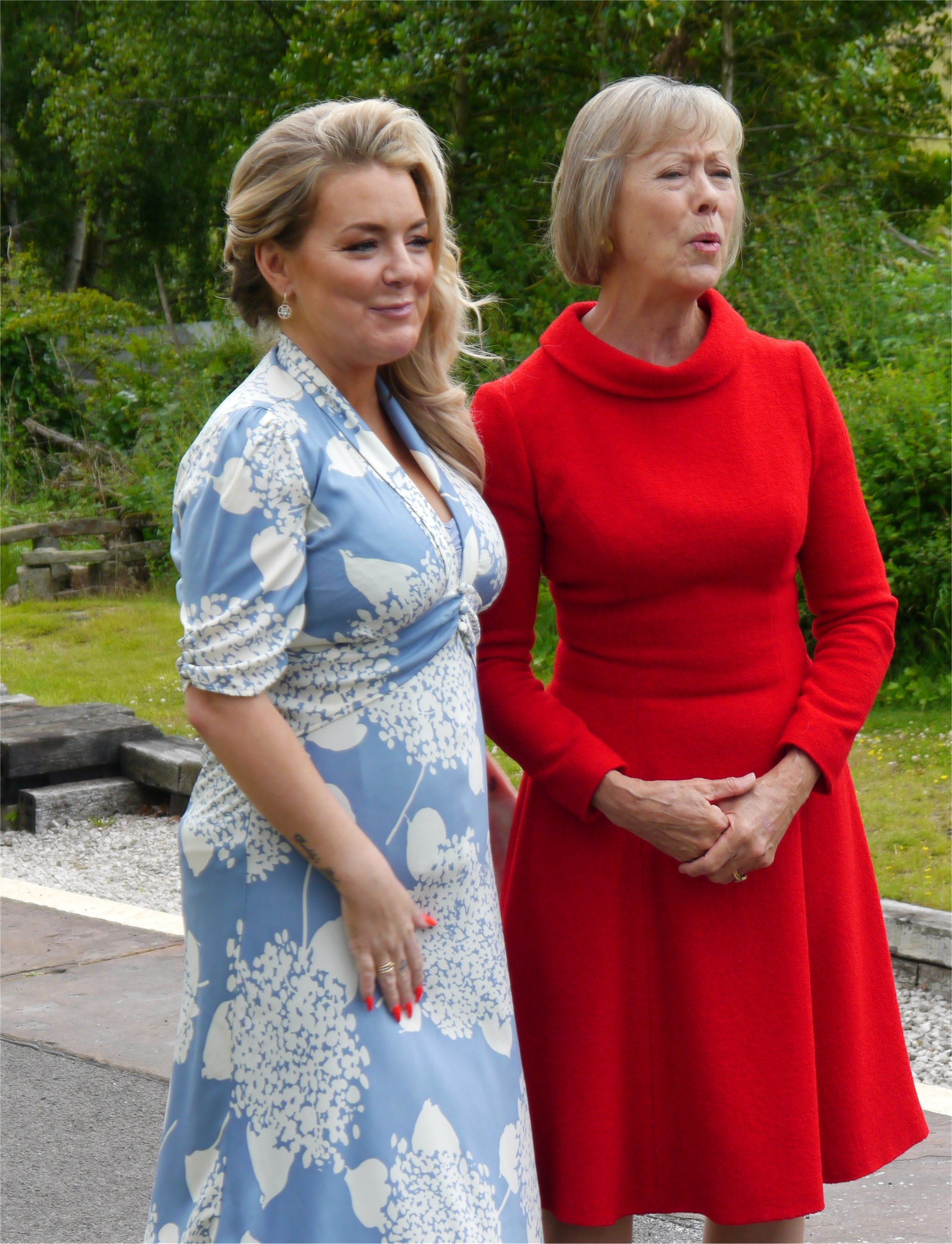
Sheridan Smith und Jenny Agutter, 2022

Jennifer Ann „Jenny“ Agutter OBE (* 20. Dezember 1952 in Taunton, Somerset) ist eine britische Schauspielerin sowie BAFTA- und Emmy-Preisträgerin.

## Leben
Agutter ist die Tochter eines britischen Offiziers und machte ihre erste Filmerfahrung bereits im Alter von zwölf Jahren in Östlich von Sudan (1964). Später wurde sie einem größeren Publikum durch die BBC-Serie The Railway Children bekannt. Andrzej Wajda besetzte sie 1968 in seinem Kinderkreuzzugsfilm Die Pforten des Paradieses nach dem gleichnamigen Roman von Jerzy Andrzejewski.
Ihre ersten größeren Rollen hatte Agutter 1971 in Nicolas Roegs Walkabout sowie dem Fernsehfilm The Snow Goose, der ihr 1972 einen Emmy einbrachte. In den 1970er-Jahren war sie in vielen weiteren Filmen zu sehen, unter anderem in Flucht ins 23. Jahrhundert und in Equus, für den sie 1978 von der britischen Filmakademie in der Kategorie Beste Nebendarstellerin ausgezeichnet wurde. 1981 spielte sie die weibliche Hauptrolle in American Werewolf. Seit den 1990er-Jahren arbeitet sie vorwiegend für das Fernsehen. 1984 veröffentlichte Agutter den Fotoband Snap: Observations of London and Los Angeles.
Agutter lebt in Cornwall und ist seit dem 4. August 1990 mit dem schwedischen Hotelier Johan Tham verheiratet.  Im selben Jahr wurde ihr gemeinsamer Sohn geboren. Sie engagiert sich auf karitativem Gebiet, unter anderem für die Mukoviszidosestiftung (sie ist selbst Trägerin des Mukoviszidose-Gens), für Krebsstiftungen und für obdachlose Kinder.

## Filmografie (Auswahl)
- 1964: Östlich von Sudan (East of Sudan)
- 1966: Willkommen, Mister B. (A Man Could Get Killed)
- 1968: Star!
- 1968: Die Pforten des Paradieses (Gates To Paradise)
- 1969: Die Schritte des Mörders (I Start Counting)
- 1970: Jeden Morgen hält derselbe Zug (The Railway Children)
- 1971: Walkabout
- 1971: The Snow Goose
- 1972: A War of Children
- 1976: Der Adler ist gelandet (The Eagle Has Landed)
- 1976: Flucht ins 23. Jahrhundert (Logan’s Run)
- 1977: Der Mann mit der eisernen Maske (The Man in the Iron Mask)
- 1977: Equus – Blinde Pferde (Equus)
- 1978: Der Sechs-Millionen-Dollar-Mann (The Six Million Dollar Man; Fernsehserie, 2 Folgen)
- 1978: Amore, piombo e furore
- 1978: Schatten um Dominique (Dominique)
- 1979: Bei Nacht und Nebel (The riddle of the sands)
- 1980: Sweet William
- 1981: American Werewolf
- 1981: Amy – Die Stunde der Wahrheit (Amy)
- 1981: The Survivor
- 1983: Geheime Winkel (Secret Places)
- 1985: Magnum – Little Games (Magnum, p.i.)
- 1989: König der Winde (King of the Wind)
- 1990: Es ist nicht alles Gold, was glänzt (Not a penny more, not a penny less)
- 1990: Darkman
- 1990: Chucky 2 – Die Mörderpuppe ist wieder da (Child’s Play 2)
- 1994, 1996: Heartbeat (Fernsehserie, 2 Folgen)
- 2001: Das B-Team: Beschränkt und auf Bewährung (The Parole Officer)
- 2002–2003: Spooks – Im Visier des MI5 (Spooks, Fernsehserie, 8 Folgen)
- 2004: Inspector Lynley – Denn sie dürsten nach Gerechtigkeit (Inspector Lynley Mysteries: A Cry for Justice)
- 2004: Agatha Christie’s Marple (Fernsehserie, 1 Folge)
- 2005: New Tricks – Die Krimispezialisten (New Tricks, Fernsehserie, 1 Folge)
- 2006: Der Todeswirbel (Agatha Christie’s Poirot; Fernsehserie, Folge: Taken at the Flood)
- 2007: Irina Palm
- 2007: Das Imperium der Elfen – Ihre Welt ist in Gefahr! (The Magic Door)
- 2009: Inspector Barnaby – Über den Dächern von Chattham (Midsomer Murders: The Creeper)
- 2010: Burke & Hare
- seit 2012: Call the Midwife – Ruf des Lebens (Call the Midwife, Fernsehserie)
- 2012: Marvel’s The Avengers
- 2014: The Return of the First Avenger (Captain America: The Winter Soldier)
- 2015: Königin der Wüste (Queen of the Desert)
- 2015: Tin
- 2016–2018: Children in Need (Fernsehserie, 2 Folgen)
- 2018: Calais 2037 (Podcast-Serie, 5 Folgen)
- 2018: Sometimes Always Never
- 2022: The Railway Children Return

## Wissenswertes
- Das Stück The Shy Retirer der schottischen Band Arab Strap enthält eine Referenz auf Agutter.